# Stefan Romberg

Stefan Romberg

Stefan Romberg (* 5. April 1969 in Dortmund) ist ein deutscher Politiker (FDP). 

## Ausbildung und Beruf
Romberg absolvierte sein Abitur 1988 am Gymnasium Antonianum Geseke. Nach seinem Wehrdienst studierte er Medizin an der Westfälischen Wilhelms-Universität in Münster von 1989 bis 1995. Sein Drittes Staatsexamen bestand er 1995. In den Jahren 1996 und 1997 arbeitete er als Arzt im Praktikum an der Neurologischen Belegabteilung der Raphaelsklinik Münster. Von 1997 bis 1998 arbeitete er als Assistenzarzt an der Neurologischen Abteilung der Marcus-Klinik in Bad Driburg und von 1999 bis 2003 in Hamm. 1998 promovierte er an der Universität Münster. Seit 2003 ist Romberg Facharzt für Nervenheilkunde und ärztlicher Psychotherapeut an der Hochschulklinik der Privaten Universität Witten-Herdecke für Psychiatrie, Psychotherapie und Psychosomatik des St. Marien-Hospitals in Hamm.

## Familie
Stefan Romberg ist verheiratet und hat drei Kinder.

## Partei
Romberg ist Mitglied der FDP seit 1987. Von 1992 bis 1996 war er stellvertretender Vorsitzender des FDP-Kreisverbandes Soest und von 2000 bis 2002 Vorsitzender des FDP-Stadtverbandes Drensteinfurt. Seit 2006 war Stefan Romberg Mitglied des Landesvorstands der FDP in Nordrhein-Westfalen und stellvertretender Vorsitzender der FDP Münsterland und seit 2010 war er Vorsitzender der FDP-Kreisverbands Warendorf.

## Abgeordneter
Romberg war seit von 2000 bis 2012 Abgeordneter des Landtags Nordrhein-Westfalen. Von 2000 bis 2005 war er Mitglied im Ausschuss für Ernährung, Landwirtschaft, Forsten und Naturschutz. Seit 2005 war er Sprecher für Arbeit, Gesundheit und Soziales sowie für Haushaltskontrolle der FDP-Fraktion im Landtag NRW, seit 2010 zudem Mitglied im Ausschuss für Klimaschutz, Umwelt, Naturschutz, Landwirtschaft und Verbraucherschutz.

## Rücktritt
Nachdem Romberg sich im März 2012 unerwartet einer Kampfkandidatur gegen Henning Höne für die Spitzenkandidatur Münsterland entgegengesehen und diese gegen den 24-Jährigen verloren hatte, legte er alle seine Ämter nieder. Nachfolger von Stefan Romberg für den Wahlbezirk 87 wurde der 19-jährige Lars Jehne.